# 片村
片村（かたむら）は、かつて岐阜県武儀郡にあった村である。
現在の関市洞戸片に該当する。

## 歴史
- 1889年（明治22年）7月1日 - 町村制により、片村が発足。
- 1897年（明治30年）4月1日 - 市場村、通元寺村、菅谷村、奥洞戸村、下洞戸村、栗原村、飛瀬村と合併して洞戸村が発足。同日片村は廃止。